# Viella (Pireneje Wysokie)
Viella – miejscowość i gmina we Francji, w regionie Oksytania, w departamencie Pireneje Wysokie.
Według danych na rok 2010 gminę zamieszkiwało 78 osób, a gęstość zaludnienia wynosiła 25 osób/km².